# ويستون-سوبر-مير (دائرة انتخابية في المملكة المتحدة)
ويستون-سوبر-مير (بالإنجليزية: Weston-Super-Mare)‏ هي إحدى الدوائر الانتخابية في المملكة المتحدة الممثلة في مجلس العموم في برلمان المملكة المتحدة.
عضو البرلمان الذي يمثلها حالياً هو :John Penrose (Con).